# Samut Prakan (stad)
Samut Prakan (Thais: สมุทรปราการ, vroeger: Pak Nam) is een stad in Centraal-Thailand. Samut Prakan is hoofdstad van de provincie Samut Prakan en het district Samut Prakan. De stad telde in 2000 bij de volkstelling 378.694 inwoners.
Samut Prakan ligt ongeveer 30 km ten zuiden van Bangkok en kan met een stadsbus vanuit Bangkok worden bereikt. Er ligt een bedrijvige vissershaven aan de Chao Phraya met enkele visrestaurants.